# 红钟杜鹃
红钟杜鹃（学名：Rhododendron sherriffii）为杜鹃花科杜鹃花属下的一个种。

## 扩展阅读
- 維基物種上的相關：红钟杜鹃